# Cernișoara
Cernișoara è un comune della Romania di 3 957 abitanti, ubicato nel distretto di Vâlcea, nella regione storica dell'Oltenia. 
Il comune è formato dall'unione di 5 villaggi: Armășești, Cernișoara, Groși, Mădulari, Modoia.